# Groază lovecraftiană

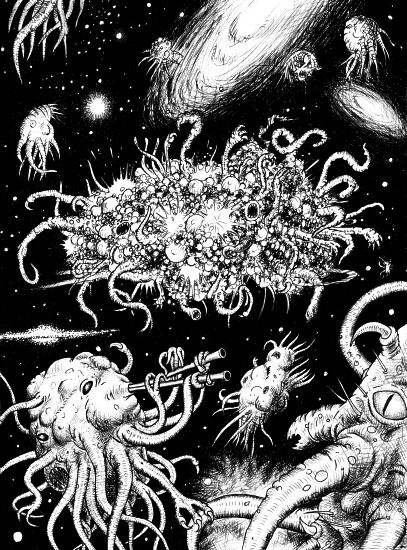
Azathoth, o zeitate monstruoasă din mitologia Cthulhu lovecraftiană

Groaza lovecraftiană (sau horror lovecraftian) (engleză: Lovecraftian horror) este un subgen al ficțiunii de groază care pune accentul pe oroarea cosmică față de necunoscut (și în unele cazuri, imposibil de cunoscut) în fața altor elemente de șoc, deși acestea pot fi încă prezente. Este numită astfel după autorul american H. P. Lovecraft (1890-1937) și este un sub-gen al literaturii și al cinematografiei.
Lovecraft a rafinat acest stil de povestire în mitologia proprie care a implicat un set de elemente supranaturale, pre-umane și extraterestre. Munca sa a fost inspirată de autori anteriori, cum ar fi Edgar Allan Poe și Algernon Blackwood. Semnul distinctiv al lucrărilor lui Lovecraft este sentimentul că viața obișnuită este doar o carapace subțire pe o realitate atât de străină și de abstractă încât simpla ei contemplare ar deteriora sănătatea mintală a unei persoanei obișnuite.

## Origine
Lovecraft a rafinat acest stil de a povesti în propria sa mitologie, care implicată o serie de elemente supranaturale, pre-umane și extraterestre. Munca sa a fost inspirată și prezintă asemănări cu cea a unor autori anteriori, cum ar fi Edgar Allan Poe, Algernon Blackwood și Lordul Dunsany.
Semnul distinctiv al muncii lui Lovecraft este „cosmicismul”: sensul că viața obișnuită este doar un înveliș subțire al unei realități care este atât de străină și de abstractă încât ar afecta sănătatea mintală a unei persoanei obișnuite. Munca lui Lovecraft este, de asemenea, influențată de simțul insular al ruralului New England, și o mare parte a genului continuă să mențină aceea idee că "ceea ce omul nu i-a fost menit să știe" ar putea fi mai aproape de viața obișnuită din afara orașelor aglomerate ale civilizației moderne. Cu toate acestea, groază lovecraftiană nu se limitează doar la zona rurală; povestirea "The Horror at Red Hook", de exemplu, are loc într-un ghetou etnic aglomerat. 

### Teme ale groazei lovercraftiene
Mai multe teme întâlnite în scrierile lui Lovecraft sunt considerate a fi componente ale unei lucrări "lovercraftiene":
- Anti-antropocentrism, mizantropie în general. Operele lui Lovecraft tind să nu să se concentreze pe caracterizarea oamenilor, conform punctului său de vedere privind poziția nesemnificativă a umanității în univers, fiind tendința generală a literaturii moderniste în momentul scrierilor sale.

- Preocuparea de a folosi texte viscerale: povestirile lui Lovecraft conțin de multe ori substanțe semi-gelatinoase, cum ar fi noroiul, spre deosebire de elementele standard ale groazei ca sânge, oase sau cadavre.

- Stil de scriere antic. Chiar și atunci când se ocupă de elemente de ultimă tehnologie, Lovecraft a avut tendința de a folosi anacronisme, precum și cuvinte de modă veche.

- Detașamentul. Eroii lui Lovecraft (atât în scrierile originale cât și în adaptări mai moderne) tind să fie persoane izolate, de obicei cu îndoielnice cunoștințe academice sau științifice.

- Neputință și disperare. Deși eroii lui Lovecraft pot reuși mici victorii împotriva forțelor răului, acestea sunt doar temporare și plătesc, de obicei, un preț pentru ele. În caz contrar, aceștia nu mai pot de obicei fugi mai departe, în schimb sunt conduși din umbră de către alte forțe spre sfârșitul lor disperat.

- Întrebări fără răspuns. Personajele din povestirile lui Lovecraft foarte rar înțelege pe deplin ceea ce li se întâmplă și de obicei înnebunesc în timpul încercărilor.

- Fragilitate și vulnerabilitate mintală. Personajele multor povestiri ale lui Lovecraft sunt în imposibilitatea de a face față mental adevărurilor extraordinare și aproape nerezonabile la care sunt martori sau pe care le aud. Încercarea de a face față situației este imposibil de suportat și nebunia se declanșează.

- Genealogii îndoielnice. Rudele personajelor sunt de obicei descrise ca fiind paranormale sau anormale, în timp ce relațiile intime, în general, sunt adesea reprezentate ca prevestitoare și sinistre.

## Film și televiziune
Începând cu anii 1950, în epoca de după moartea lui Lovecraft, groaza lovecraftiană a devenit cu adevărat un sub-gen, acesta nemaifiind alimentat doar de adaptări cinematografice directe ale scrierilor lui Poe și Lovecraft, dar oferind fundamentul pe care multe din filmele de groaza ale anilor 1950 și 1960 au fost construite. De exemplu Caltiki - the Immortal Monster a fost considerat lovecraftian ca subiect și abordare.

### Anii 1960
Un cineast remarcabil care s-a scufundat în fântâna lovecraftiană a fost regizorul de filme B din anii 1960 Roger Corman, cu filmele sale The Haunted Palace (1963) aparent bazat pe un poem omonim de Poe dar în realitate bazat pe povestirea lui Lovercraft „The Case of Charles Dexter Ward” și X: The Man with the X-ray Eyes (1963) în care protagonistul înnebunește după ce cu ajutorul unui medicament îl vede pe Dumnezeu în centrul universului.
Deși nu sunt direct bazate pe scrierile lui Lovecraft, unele episoade ale serialului La Limita Imposibilului au teme lovecraftiene cum ar fi inutilitatea și lipsa de importanță a omului precum și limitările sale senzitive și de înțelegere.
Printre alte adaptări ale acestei epoci se numără: Dark Intruder (1965), care are câteva referințe către Mitologia Cthulhu; The Shuttered Room (1967), bazat pe August Derleth, o "colaborare postumă" cu Lovecraft bazată pe scenariul din povestirea „The Dunwich Horror” și Curse of the Crimson Altar (titlu SUA:The Crimson Cult) (1968), bazat pe povestirea „The Dreams in the Witch House”.

### Anii 1970
The Dunwich Horror (1970) s-a bazat direct pe povestirea omonimă a lui Lovecraft, deși cu unele schimbări ale scenariului cum ar fi introducerea unei iubite pentru personajul Wilbur Whateley.
Serialul lui Rod Serling din 1969–73 Night Gallery este o ecranizare a cel puțin două povestiri lovecraftiene, "Pickman's Model" și "Cool Air". Episodul "Professor Peabody's Last Lecture", care prezintă soarta unui om care a citit Necronomiconul, a inclus un student cu numele „Lovecraft”" alături de alți studenți denumiți după autorii din „Cercul lui Lovecraft”. (Un alt scurtmetraj de cinci minute, denumit „Ms. Lovecraft Sent Me”, despre un baby-sitter și clientul ei ciudat, nu se bazează pe scrierile lui Lovecraft). 
Filmul lui Dan O'Bannon și Ridley Scott din 1979,  Alien, a fost marcat de o puternică influență lovecraftiană, mai ales prin scenografia lui H. R. Giger, cel care a publicat două cărți de artă inspirate de Necronomicon-ul fictiv al lui Lovecraft. O'Bannon a regizat mai târziu, în 1992, The Resurrected, bazat pe romanul scurt The Case of Charles Dexter Ward.

### Anii 1980
Începând cu anii 1980-1990, groaza lovecraftiană a devenit materie primă recunoscută într-o varietate de filme.
În 1981, apare primul film al francizei de comedie și de groază The Evil Dead, franciză creată de Sam Raimi după ce l-a studiat pe H. P. Lovecraft. Este formată din The Evil Dead (1981), Evil Dead II (1987) șiArmy of Darkness (1992). Necronomicon Ex-Mortis, sau simplu Cartea Morților, este prezentată în fiecare din cele trei filme.
Filmul „antarctic” de groază al lui John Carpenter din 1982, Creatura (o refacere a filmului din 1951 Creatura din altă lume) bazat pe o nuvelă de John W. Campbell, conține elemente lovecraftiene inerente ale povestirii. Filmele lui Carpenter Creatorii de coșmaruri și Prince of Darkness conțin de asemenea unele elemente lovecraftiene.
Blockbusterul din 1984 Ghostbusters (pe care romanciera/scenarista Barbara Hambly l-a catalogat ca fiind "minunat de lovecraftian") este în mod evident o reminiscență a stilului lui Lovecraft. Trei episoade ale serialului animat spin-off The Real Ghostbusters ("The Collect Call of Cathulhu", "The Hole in the Wall Gang" și "Russian About") sunt inspirate direct din mitologia Cthulhu.
Comedia neagră Re-Animator (1985) s-a bazat pe povestirea lui Lovecraft "Herbert West: Reanimator". Re-Animator a avut numeroase continuări.
Filmul From Beyond din 1986 s-a bazat vag pe povestirea lui Lovecraft cu același titlu.
Filmul Blestemul din 1987 a fost o adaptare eficientă a povestirii lui Lovecraft "The Colour Out of Space". Totuși, continuarea sa, Blestemul II: Mușcătura nu s-a bazat pe lucrările lui Lovecraft.
Filmul din 1988 The Unnamable este o adaptare liberă a povestirii omonime scrise de Lovecraft.

### Anii 1990
- Cast a Deadly Spell (1991) și continuarea Witch Hunt (1994)
- The Resurrected (sau Shatterbrain) (1992)
- The Unnamable Returns' (1993)
- H.P. Lovecraft's: Necronomicon (1993)
- The Lurking Fear (Teamă ascunsă, 1994)
- Castle Freak (1995)
- In the Mouth of Madness (Creatorii de coșmaruri, 1995)
- serialul TV Buffy the Vampire Slayer  (Buffy, spaima vampirilor) și serialul spin-off Angel

### Anii 2000
- Dagon (2001)
- La casa sfuggita (2003)
- The Call of Cthulhu (2005)
- The Dreams in the Witch-House (2005)
- The Tomb (2007)
- The Mist (2007)
- The Dunwich Horror (2008)
- The Last Lovecraft: Relic of Cthulhu  (2009)

### Anii 2010
- Elemente lovecraftiene apar în filmul suedez Marianne (2011)
- The Whisperer in Darkness (2011)
- The Cabin in the Woods (Cabana din pădure, 2012)
- Evil Dead (2013)
- Serialul HBO True Detective (Detectivii din Louisiana, 2014)